# Tim Kennaugh
Timothy "Tim" Kennaugh (né le 28 novembre 1991 à Douglas) est un coureur cycliste britannique.

## Biographie
Né à Douglas (île de Man), Tim éprouve tout d'abord dans sa jeunesse de l'intérêt pour le football. Mais il commence rapidement à suivre les traces de son frère aîné Peter Kennaugh, et intègre en 2007 la British Talent Team. Il devient plus tard membre du British Cyclings Olympic Development Programme.
En 2009, Tim Kennaugh devient l'un des plus jeunes coureurs de l'histoire à s'imposer sur le championnat de l'île de Man. En Irlande, il remporte deux étapes puis le classement général des Gorey 3-day. En septembre, il s'impose sur le Tour du Pays de Galles juniors, sa plus grande victoire. Cette même année, il prend la deuxième place du championnat de Grande-Bretagne juniors, uniquement devancé dans un sprint à deux par George Atkins. Le 14 octobre, il est annoncé qu'il deviendra membre de l'Olympic Academy.
Cependant, il doit prématurément mettre un terme à sa carrière en raison d'une maladie chronique de la thyroïde, diagnostiquée en 2012. Toutefois, il reste dans l'encadrement de son équipe Rapha Condor-Sharp en tant que soigneur. Il est également devenu entraîneur, guidant notamment Ed Laverack au titre de champion de Grande-Bretagne des moins de 23 ans. Il devient en 2015 directeur adjoint de la formation désormais dénommée JLT Condor, puis directeur de la performance en 2016.

## Palmarès sur route
- 2009
  -  Champion de l'île de Man sur route juniors
  - Gorey 3-day :
    - Classement général
    - 1re et 3e étapes

  - Tour du Pays de Galles juniors :
    - Classement général
    - 2e étape

  - 2e du championnat de Grande-Bretagne sur route juniors

## Palmarès sur piste

### Championnats d'Europe
- Minsk 2009
  -  Médaillé d'argent de la poursuite par équipes juniors
  -  Médaillé de bronze de la course aux points juniors